# Lashgarak
Lashgarak (persiska: لشگرک) är en ort i Iran.   Den ligger i provinsen Mazandaran, i den norra delen av landet, 130 km norr om huvudstaden Teheran. Antalet invånare är 785.
Terrängen runt Lashgarak är platt åt nordost, men åt sydväst är den kuperad. Runt Lashgarak är det ganska tätbefolkat, med 116 invånare per kvadratkilometer. Närmaste större samhälle är Tonekābon, 5,2 km norr om Lashgarak. Trakten runt Lashgarak består till största delen av jordbruksmark.